# Поповка (Амурская область)
Попо́вка — село в Мазановском районе Амурской области, Россия. Входит в Молчановский сельсовет.

## География
Село Поповка стоит на левом берегу реки Зея.
Село Поповка — спутник административного центра Молчановского сельсовета села Молчаново, примыкает к нему с севера.
Через Поповку проходит автодорога областного значения Свободный — Новокиевский Увал — Экимчан — Златоустовск.
Расстояние до районного центра Мазановского района села Новокиевский Увал (через Красноярово, Белоярово и Мазаново) — 55 км.
В 6 км северо-восточнее села проходит федеральная дорога Чита — Хабаровск.
На юго-запад от села Поповка идёт дорога к городу Свободный, расстояние — 28 км (через Молчаново, Введеновку и Бардагон).

## Население
| 2002 | 2010 | 2012 | 2013 | 2014 | 2015 | 2016 |
| ---- | ---- | ---- | ---- | ---- | ---- | ---- |
| 465  | ↘450 | ↘441 | ↘432 | ↘423 | →423 | ↘421 |
| 2017 | 2018 |      |      |      |      |      |
| →421 | ↘419 |      |      |      |      |      |